# クルックリン
『クルックリン』（原題：Crooklyn）は、1994年制作のアメリカ合衆国の映画。スパイク・リー監督。

## あらすじ
1970年代のニューヨーク・ブルックリン。アフリカ系アメリカ人のカーマイケル一家は、両親と5人の子供の大所帯。
しかし、大黒柱のウッディは音楽家だが、自分の音楽にこだわるあまり、曲はなかなか売れなかった。妻のキャロラインはそんな彼を軽蔑しながら、家計のために昼夜を問わず働き、なおかつ子供たちを育てている。
そんな中、一人娘のトロイは夏休みを利用して、うるさい親兄弟と離れて、叔母さんの家で優雅なひとときを送る。これで彼女の心境にある変化が起きる…。

## キャスト
| 役名                       | 俳優                           | 日本語吹替 |
| -------------------------- | ------------------------------ | ---------- |
| キャロライン・カーマイケル | アルフレ・ウッダード           | 安藤麻吹   |
| ウッディ・カーマイケル     | デルロイ・リンドー             | 天田益男   |
| トロイ・カーマイケル       | ゼルダ・ハリス                 | 亀井芳子   |
| スナッフィー               | スパイク・リー                 | 渡辺浩司   |
| トニー                     | デヴィッド・パトリック・ケリー | 清水明彦   |
| ソン                       | フランシス・フォスター         | 巴菁子     |
| クレム                     | ノーマン・マットロック         | 藤本譲     |
| クリントン・カーマイケル   | カールトン・ウィリアムス       |            |
| ウェンデル・カーマイケル   | シャリフ・ラシュド             |            |
| ネイト・カーマイケル       | クリス・ノウィングス           |            |
| ジョセフ・カーマイケル     | ツィーマック・ワシントン       |            |
| トミー                     | ホセ・ズニーガ                 |            |
| ヴィック                   | イザイア・ワシントン           |            |
| マキシーン                 | ジョーイ・スザンナ・リー       |            |
| ブラウン                   | ヴォンディ・カーティス＝ホール |            |
| ヘクター                   | マニー・ペレス                 |            |

吹替その他、志乃宮風子、風村綾乃

## 評価
レビュー・アグリゲーターのRotten Tomatoesでは32件のレビューで支持率は78%、平均点は6.80/10となった。Metacriticでは17件のレビューを基に加重平均値が65/100となった。